# История на Франция
Човешкото присъствие в рамките на днешната френска територия е много древно. Към вече присъстващите човешки групи по време на палеолита през първото хилядолетие са се присъединили последователно вълни от населения, съставени от келти, римляни, германски племена, предимно франки. Това, което е днес Франция, по време на римляните е било част от Галия. Римляните отбелязват три големи етно-лингвистични групи в нея: гали, аквитани и белги.
По време на първото хилядолетие по средиземноморския бряг на Галия са основани колонии от гърците, римляните и картагенците. В края на 2 век до н.е. южна Галия вече е римска провинция Gallia Narbonensis, а останалата част е подчинена по време на Галските войни 58 – 51 пр.н.е.. След тях в Галия се развива гало-римска култура и територията е част от Римската империя.
В по-късните стадии на империята Галия е подложена на набезите на варварските племена, предимно групата германски племена, известни като франки. За година на създаването на Франция се смята 481 г., като това е годината на възкачване на Хлодвиг I на франкския престол. Той е първият крал от династията на Меровингите. Най-голям разцвет държавата на франките достига при Карл Велики – от Атлантическия океан до Рим, Елба и Панония.
В началото на второто хилядолетие Каролингите са заменени от Капетингите, чиито представители управляват Франция от 987 до 1328 г. След смъртта на последния крал от тяхната династия през 1328 г. възниква криза с наследяването, като претенции към трона имат владетелите на Англия, Навара и Франция и това довежда до избухването на Стогодишната война (1337 – 1453) между лагерите, предвождани от династиите Валоа и Плантагенет. Войната започва след като Филип VI е обявен за крал на Франция, а английският крал Едуард III, който бил и наследствен херцог на Нормандия, отказал да положи клетва за вярност пред новия крал. Войната се води изцяло на територията на Франция и въпреки първоначалните английски победи по-късно през войната надделяват французите. Една от известните личности от този период е Жана д'Арк, селско момиче, което повежда французите и се превръща в национална героиня. Победата във войната укрепва френското национално чувство и заздравява кралската власт. По време на периода, известен като Стария режим, Франция се превръща в централизирана абсолютна монархия. През следващите векове настъпват френския Ренесанс и протестантската Реформация. В разгара на френските религиозни войни от XVI век Франция е обхваната отново от криза по наследяването, тъй като последният крал от Валоа Анри III е убит и няма наследник. Борбата за престола печели наварският крал Анри IV, който поставя началото на династията Бурбони.
Също през XVI век е поставено началото на процъфтяваща френска колониална империя. Френското политическо влияние в Европа достига връх при управлението на „краля слънце“ Луи XIV, построил двореца Версай.
Френската революция от края на 18 век поставя край на феодалния строй и отменя монархията, както и феодалните, аристократически и църковни привилегии, характерни за средновековното общество. За известно време страната става Първа френска република, докато Наполеон Бонапарт не я обявява за Първа френска империя. Следва период на завоевателни войни (Наполеоновите войни), които коренно променят начина на водене на война в Европа. Отначало французите напредват бързо и завоюват значителни територии. След неуспеха им в Русия обаче предизвиканият глобален конфликт приключва с разгрома на Наполеон в битката при Ватерло.
През XIX век Франция преминава още няколко пъти през смяна на формата на държавно управление: реставрация на монархията, отново република, отново империя и през 1870 е установена по-трайната Трета френска република.
По време на Първата световна война Франция е една от страните на Антантата заедно с Британската империя и Руската империя. В началото на Втората световна война Франция заема изчаквателна позиция, но след нападението на Третия райх е покорена в Битката за Франция през 1940 г. По-голямата част от страната е контролирана от германците, макар че на юг остава да действа марионетният режим на Виши. Въпреки че е измежду победителите и в двете големи войни, Франция понася тежки материални и човешки загуби.
В следвоенния период Франция води дълги войни в бившите си колонии Индокитай и Алжир, които завършват с поражения. Тя играе основна роля в процесите на европейско икономическо и политическо обединение, довели в крайна сметка до създаването на Европейския съюз.
След 1958 г. страната е демократична полупрезидентска република с многопартийна система. Съвременният период се отличава с усилията за културно унифициране на страната поради прииждането на милиони имигранти от Европа, Африка и Азия, които променят изцяло структурата на населението в демографски и културен план.

## Праисторическа Франция
През последните години френските археолози откриват каменни сечива в южна Франция (край Лезинян). Така се потвърждава по-ранно предположение, направено въз основа на открития край Шияк (1968), че земите на днешна Франция са били населени с хора още преди 1,6 млн. години. Традиционното виждане е, че първите хора са неандерталци отпреди 400 000 години, които изчезват преди 30 000 години, изтласкани от съвременния човек (кроманьонец). Следи от кроманьонци са запазени най-вече в пещерите Шове, Ласко, Пеш Мерл, Ла Марш (в Централния масив). Рисунките в тях (20 – 13 хил. г. пр. Хр.) са богати и сложни изображения на животните, които тези хора ловуват. В Бретан се намират т. нар. Карнакски камъни – мегалитна конструкция от долмени, могили, менхири и изправени камъни, което отразява праисторическа активност.
От V до I в. пр. Хр. на територията на днешна Франция се развива богатата на находки келтска култура Ла Тен. Тя определя културните характеристика на целия регион на запад и север от Алпите. Наречена е на селището Ла Тен в Швейцария (на брега на Ньошателското езеро).

## Древна Франция

### Галите и постепенната им латинизация
Римляните наричат келтите гали. В действителност галите са само част от келтите. Около 500 г. пр. Хр. келтите започват да се разселват от своите родни места в четири посоки – на запад и северозапад, като заселват цялата територия на днешна Франция и Британия; на югозапад, където заселват днешна Испания, но не цялата; на югоизток келтски племена стигат до Панония, Балканите и дори до Мала Азия; и на юг, където келтските племена се сблъскват с младата Римска република. През 387 г. пр. Хр. се състои известната битка при река Алия, римляните са разгромени, но макар че самият Рим без хълма Капитолий пада, войната в крайна сметка е спечелена от Рим. Тези събития, макар и слабо осветлени от историците, показват келтите, и в частност галите, като войнствен и жилав народ. Те остават в днешна северна Италия, наричана от римляните Отсамалпийска Галия.
Тези гали (лингони, боилани, сенони), които Ханибал използва против Рим, са завладени през 222 г. пр. Хр. В следващите сто години римската власт стига и до южните части на Отвъдалпийска Галия. Най-големи завоевания в Галия осъществява Гай Юлий Цезар през 58 – 52 г. пр. Хр. Ключовата битка се води при Алезия, когато Цезар разгромява превъзхождащи го галски войски на вожда Верцингеторикс. С това завършва римското завоевание на областта.
Под въздействието на Рим галите бързо се латинизират. Някои техни селища се превръщат в големи градове, съществуващи и днес. Масалия и Никея, основани от гърците като колонии още през VI век пр. Хр., са първите градове на днешна Франция – съответно Марсилия и Ница. Римляните основават Лугдунум (Лион), Лутеция Парисиорум (Париж), Толоса (Тулуза), Турнакум (Турне) и др. В тях са построени характерни за римската цивилизация сгради – терми (бани), арки, акведукти (Пон дю Гар – най-известният римски акведукт), амфитеатри. Латинският език се налага повсеместно.

#### Германски набези
От I век сл. Хр. започва да се усеща германска заплаха за Римската империя, в това число и за Галия. Октавиан Август построява цяла серия укрепени военни лагери по Рейн и използва Галия като база за войните си с германците. Още по негово време обаче Рим изоставя завоеванията си отвъд Рейн и съсредоточва отбраната си по реката. Тя става част от големия римски лимес (укрепена граница) по Рейн и Дунав.
За пръв път отделна държава в Галия се формира през 260 г., когато Римската империя е обхваната от дълбока криза. Един римски военачалник, който не успява да завземе властта в Рим, организира своя държава в северна и централна Галия със столица в Треверорум (днес Трир). Името му е Постумус и управлява до 269 г. Наследен е от Викторинус (269 – 271) и Тетрик (271 – 274). В крайна сметка тази галска държава е унищожена от император Аврелиан. Парадоксално, но именно след този момент съпротивата срещу проникването на германски племена в Галия (алемани и франки) отслабва и такова проникване става факт. Към края на IV век в Северна Галия вече има солиден контингент от тези германски племена. През 405 г. започва „Голямото нашествие“ – свеви, бургунди, вандали и алемани пресичат границата и неудържимо напредват на римска територия. Към тях се присъединяват готите. Безсилни да отвърнат, императорите на Западната римска империя превръщат тези нашественици във федерати – формални съюзници, които обаче рядко изпълняват съюзническите си задължения.

## Франкска държава (451 – 843 г.)
Франките са един от германските народи, чиято прародина е Скандинавия. Подобно на келтите, и германите се разселват между VIII до I век пр. Хр. из цяла Северна Европа, изтиквайки келтите на юг.
Съществуват два племенни съюза на франките – салически, който минава на римска територия, и рипуарски, който остава отвъд Рейн. Като федерати те подкрепят големия римски пълководец Аеций в битката му с хунския владетел Атила при Каталаунските поля през 451 г. Във връзка с тази битка се споменава и първият известен владетел на франките – Меровех. Вероятно той е ръководел примитивна държава и е носел типичната германска титла крал.
Династията на Меровингите (451 – 751 г.) е първата владетелска династия на франките. Неин най-виден представител е Хлодвиг I (наричан от французите Кловис), крал от 481 до 511 г., който приема християнската религия на съпругата си Клотилда и налага християнството на всички франки. Най-значителната военна победа на Хлодвиг е при Поатие (или Вуе) през 507 г. с която е ликвидирано Тулузкото кралство на вестготите. Те се оттеглят на Пиренейския полуостров, а Франкското кралство завладява южна Галия (Аквитания) и става водеща сила в тогавашна Европа.
След смъртта на Хлодвиг кралството бива поделено между синовете му. Формират се четири държави: Австразия на север със столица Реймс, Неустрия на запад със столица Париж, Аквитания на югозапад със столица Бордо и Бургундия на югоизток със столица Орлеан. От VII век нататък властта на меровингските крале започват видимо да отслабва и властта в техните държави се поема от всесилни министри, наречени майордоми. Майордомът на Австразия Пипин II от Херистал (679 – 714) успява да обедини кралството в известна степен, въпреки че съществуват няколко крале. Неговият син Карл Мартел (714 – 741) продължава завоевателната политика, а през 732 г. успешно отблъсква нашествието на маврите в битката при Поатие. Той действа като истински владетел и преди смъртта си разделя кралството между синовете си. От тях Пипин III се оказва по-находчив и през 751 г. сваля последния меровингски крал, вземайки мястото и титлата му. Той поставя началото на новата династия на Каролингите (от името на Карл Мартел).
Синът на Пипин III е Карл Велики (768 – 814), най-могъщият владетел на франките. Той води серия завоевателни войни със саксонците (772 – 804), лангобардите (774), славяните (789 – 812), баварците (788) и аварите (791 – 802). В резултат при смъртта му Франкската държава се простира от Атлантическия океан и Ла Манш до Рим, Елба и Панония. Най-големият успех на Карл Велики е коронясването му за император от папа Лъв III на 25 декември 800 г.
Днешната френска историография приема, че историята на Франкското кралство е част от историята на самата Франция. Синът на Карл Велики Людовик Благочестиви (814 – 840) се приема за френски крал под името Луи I. Договорът от Вердюн между тримата му синове създава три нови държави – Западнофранкско кралство начело с Шарл II Плешиви, Среднофранкско кралство, начело с Лотар I, и Източнофранкско кралство, начело с Лудвиг II Немски. Нов договор в Меерсен от 870 г. дооформя окончателно разделението. Така едва след разделянето на Франкската империя през 843 г. се появява това, което днес е Франция.

## Средновековна Франция (843 – 1328 г.)
Ако Франкската империя при Карл Велики е значително по-голяма от днешна Франция, то Западнофранкското кралство е значително по-малко. То стига само до Рона и Мьоз, а на север обхваща Фландрия. Бретан отново не е в състава му. Още след смъртта на Шарл ІI, наречен Плешивия, през 877 г. властта на Каролингите отслабва. Неговото наследство е слабо, а от 888 г. графът на Париж Одо се обявява за крал и по този начин открива продължителен вътрешен конфликт между Робертините и Каролингите. Още един път в периода 922 – 936 г. Робертините посягат към кралската титла, но като цяло тя е притежание на следващите Каролинги. Робертините имат реалната власт в страната и в крайна сметка завземат властта. Хуго Капет е граф на графство Ил дьо Франс и васал на последния каролингски владетел Луи V, а след неговата смърт е провъзгласен за франкски крал (987). С това събитие, според много историци, започва създаването на френската нация. В края на 10 век името „Франция“ (от Ил дьо Франс) се разпространява върху цялата територия, в която се признава властта на Хуго Капет, но тя е ограничена до днешна Северна Франция. Този крал поставя началото на нова династия – Капетингите, която управлява Франция до 1328 г.
При първите Капетинги Франция не е единна държава и централната власт в лицето на краля не притежава особена сила. Страната е съвкупност от около 20 графства и херцогства, от които най-силни са Анжу, Аквитания, Шампан, Тулуза, Прованс, Фландрия, Бургундия и „техните владетели са поне равни на краля“. По-особено е положението на Бретан, който постепенно е усвоен от Франция, както и на Нормандия, завладяна от викингите през 911 г. и само номинално под властта на френския крал. Всеки от тези местни владетели е самостоятелна политическа фигура, съществуват двадесетина малки династии, между които има малки съперничества, войни, съюзи и династични бракове. Техните владения се наричат апанажи. Реалната кралска власт се ограничава до околностите на Париж, Орлеан и Санс, които образуват кралския домен. Засилването на кралската власт започва при Луи VI, наречен Дебелият (1108 – 1137). Неговата цел е да сложи под властта си околностите на Париж в областта Ил дьо Франс. Той създава нова управленска система за владенията си и се споразумява за сътрудничество с папата.
Слабостта на кралската власт води до мащабно проникване на чуждо влияние във френската територия. През 1066 г. нормандските викинги начело с Уилям Завоевателя завладяват Англия и поставят начало на Нормандската династия. Английските крале от тази династия имат владения и във Франция, като през XII век английското влияние заплашително се засилва. Луи VII (1137 – 1180) е женен за Елеонор Аквитанска, наследница на няколко държавици в южна Франция. Скоро обаче тя се развежда с краля и се омъжва за английския крал Хенри II Плантагенет. Самият той по произход е французин от Анжу, владетел на други малки френски държавици. В резултат на всичко това между 1152 и 1154 г. англичаните придобиват контрол над 50% от територията на Франция, докато под властта на френския крал са само 35% (и 15% за графа на Тулуза). Затова по-нататъшното обединение на Франция минава през войни с Англия. Първата война започва при Филип II Август (1180 – 1223) с нападение срещу английските владения през 1202 г. Филип обявява английския крал за незаконен притежател на френските земи и превзема град Руан. През 1214 г. начело на голяма коалиция Филип разбива англичаните при Бувине и овладява всички земи на север от Лоара. Така той драматично увеличава територията и силата на короната. Неговият син Луи VIII управлява само три години (1223 – 1226), но присъединява към кралските земи Поату, Сентонж, Авиньон и Лангедок. Той се възползва от настроенията на много френски аристократи против южнофренската ерес Албигойство и под прикритието на войната против албигойците (1209 – 1229) разширява властта си. Нова голяма крачка към обединението на Франция е победата на Свети Луи IX (1226 – 1270) над въстаналите барони и подкрепящите ги англичани през 1259 г. С последвалия договор Англия се отказва от Нормандия, Мен, Анжу и Поату.
Най-голяма сила средновековната кралска власт във Франция постига при управлението на Филип IV Хубави (1285 – 1314). Той създава модерни финанси и хазна, отменя някои феодални повинности и се опитва да организира платена армия. Още при Луи IX се появяват нови важни институции като Кралският съвет и съдилищата (парламенти), начело с върховния съд (Парижкия парламент). В кралските земи платени чиновници, а не аристократи движат държавните дела. Филип създава още един орган на власт – Генералните щати (1302). Това е събрание на съсловията във Франция (свещеници, аристократи и граждани), което може да взема важни решения, но най-вече отпуска пари за политиката на краля. От 1294 до 1302 г. Филип IV води нова война с Англия. С типични за средновековието юридически аргументи той обявява, че отнема Аквитания от Англия и я завладява. След това подчинява херцога на Бретан. Той окупира Фландрия, съюзник на англичаните, но тъкмо от фландърския град Брюге започва голямо въстание през 1302. Французите са разбити при Куртре, което довежда до бърз мир и до загуба на Фландрия от френските крале. Голям успех на Филип IV е унищожаването на ордена на Тамплиерите – държава в държавата (1307), както и преместването на седалището на папата от Рим в Авиньон (1309), където папите остават 70 години и са под контрола на френския крал.

## Династията Валоа и Стогодишната война (1328 – 1461 г.)
След смъртта на Филип IV на френския престол се изреждат тримата му сина: Луи X, Филип V и Шарл IV. Никой от тях не оставя син, така че пряката линия на Капетингите се прекъсва. За тяхното наследство претенции издигат Филип дьо Валоа, внук на Филип III по мъжка линия, и английският крал Едуард III, внук на Филип IV, но по женска линия. Въпреки че Едуард произлиза от по-късно поколение и това му дава предимство, мъжката линия на Филип има надмощие. Така през 1328 г. за крал на Франция е избран Филип VI, който поставя началото на династията Валоа. Само девет години по-късно Англия напада Франция и започва Стогодишната война (1337 – 1453). Освен чисто династическия спор причините за войната се състоят в продължаващото съперничество между двете държави. През XIII век французите са успели да си възвърнат много от земите, които по право принадлежат на Англия. При Едуард III обаче Англия вече е достатъчно силна, за да потърси реванш.
Първото решително сражение се състои през 1340 г. в морето при Слайс и е спечелено от англичаните. Те навлизат в Северна Франция и постигат нова важна победа – при Креси през 1346 г. Този път сражението е сухопътно. Англичаните, само 9000 на брой, разбиват 30 000 французи, чието ядро се състои от тежковъоръжени рицари. Френската конница се оказва безсилна пред английските стрелци с лък. Загиват над 10 000 французи, което е повече от общия брой на англичаните. На следващата година пада важното пристанище Кале. Десет години след Креси френската и английската армия се сблъскват отново, този път в западна Франция – при Поатие. По същия начин английските стрелци побеждават френските рицари. Новият френски крал Жан II Добрия е пленен и прекарва остатъка от живота си в Англия. Регентството се поема от сина му Шарл V, който управлява до 1380 г. Последиците от Поатие са тежки за Франция. През 1358 г. избухва въстание в Париж, начело с Етиен Марсел, а по същото време се развива и мащабно селско брожение в североизточна Франция, наречено Жакерия. През 1360 г. французите са принудени да подпишат унизителен договор в Бретини: Едуард се отказва от претенциите си за френската корона, но получава цяла югозападна Франция, където са били някогашните английски владения.
Военните действия са подновени през 1369 г., когато начело на френските войски застава талантливият Бертран дю Геклен. Той премахва тежковъоръжените рицари и ги замества с леки отряди. Избягва големите сражения с опасните английски стрелци и предпочита партизански действия. В резултат на това в края на века английското присъствие отново е сведено до няколко града по крайбрежието.
В началото на XV век Англия отново е в подем при първите Ланкастъри. През 1415 г. Хенри V нахлува във Франция и се сблъсква с френската армия при Азенкур. Забравените уроци от Креси и Поатие горчиво са напомнени – за пореден път стрелците с лък сразяват рицарската конница на конетабъла д'Албре. Хенри V получава достъп до управлението на Франция и е признат от много аристократи за наследник на душевно болния Шарл VI. Бургундия влиза в съюз с Англия. Когато обаче Хенри и Шарл умират през 1422 г., французите издигат за крал дофина Шарл VII. Той пребивава в Бурж в зоната, която не е под английска власт. Новият английски крал също претендира за короната. Англичаните обсаждат Орлеан – врата към френския юг. През 1429 г. при дофина се явява Жана д'Арк – 17-годишна селска девойка, която го убеждава да ѝ отстъпи водачеството на френските войски. Под нейно командване те разкъсват блокадата на Орлеан и го освобождават. Следва победа над англичаните при Пате в долината на Лоара и освобождаване на Реймс. През юли 1429 г. Шарл VII тържествено е коронясан за крал. Селяните, обзети от патриотизъм, се надигат на борба срещу англичаните, което има голямо значение за хода на войната. През 1431 г. Жана д'Арк е заловена от бургундците при Компиен и предадена на англичаните, а след това осъдена от религиозен съд и изгорена като вещица заради виденията си. Шарл остава безучастен към съдбата ѝ, тъй като е притеснен от силното ѝ влияние сред селяните и във войската.
Въпреки това подемът сред французите продължава. През 1436 г. те превземат Париж и Шарл VII получава прозвището „Победоносния“. Сега той може да положи основите на обединената френска монархия, като издава важния документ Прагматическа санкция (1438). С него той създава самостоятелна (Галиканска) френска църква, подчинена на краля, въвежда основния данък тай (taille royale), създава постоянна и платена армия, издържана от преките владения на короната. Последният натиск на французите е осъществен през 1449 – 1453 г. в Нормандия и Аквитания. Превзети са Руан и Бордо. След победата на французите при Кастийон през 1453 г. англичаните се оттеглят без да подпишат мирен договор, а това се счита за край на войната. Само град Кале остава в английски ръце (до 1558 г.).
Войната изиграва важна роля за развитието на Франция. Кралската власт значително се засилва; общата заплаха сплотява французите, ликвидира различията между отделните народности и създава френски национален дух. За пръв път от X век цялата страна е под властта на краля. Франция се оформя като една от великите сили в Европа с голяма роля в международните отношения.

## Възход и криза (1461 – 1589 г.)

### Окончателно обединение на Франция
Периодът след края на Стогодишната война бележи значителен възход за Франция. Тя се обединява и играе водеща роля в Европа, но следва остра династическа, социална и религиозна криза, която до известна степен анулира постиженията на предишните крале. През 60-те години на XV век най-сериозната заплаха за целостта на Франция остава Бургундското херцогство. Могъщи и блестящи, бургундските херцози целенасочено се борят против обединението на страната. При Луи XI (1461 – 1483) конфликтът постепенно назрява и в началото кралят се принуждава на отстъпки. През 1465 г. кралската армия е победена и с договора от Конфлан аристократите получават голяма свобода. Кралят обаче е подкрепен от буржоазията, с чиято помощ създава нова армия. През 1472 г. новият бургундски херцог Шарл Смели е разбит при Бове, а през 1477 г. – при Нанси, където умира. Така мощта на Бургундия е сразена, но опасността от нея продължава, защото дъщерята на Шарл Мария Бургундска се омъжва за Максимилиан I Хабсбург и той наследява Бургундия. Колкото и това да не се харесва на френските крале, австрийските Хабсбурги стават господари на част от Франция.
Последната преграда пред пълното обединение е Бретан, чиито херцози винаги са били независими от Париж. През 1490 г. отново една млада наследничка държи съдбата на Франция в ръцете си – бретанската принцеса Анна. За да спаси херцогството, тя става следваща съпруга на Максимилиан I Хабсбург, което идва много за французите. Стреснати от перспективата да бъдат обградени от две страни от хабсбургски владения, те атакуват Бретан. Под техен натиск папата анулира брака на Анна и тя е принудена да се омъжи за Шарл VIII (1491). Така на практика Бретан се присъединява към Франция. Когато Шарл VIII умира, новият крал Луи XII (1498 – 1515) също се жени за Анна, за да гарантира съюза.

### Европейската политика на Франция (1494 – 1559 г.)
Шарл VIII води разумна вътрешна политика на консолидиране основите на кралската власт, но външната му политика е авантюристична и безплодна. Той решава да нападне Италия и да завладее Неапол, върху който има далечни претенции (виж Войни между Хабсбурги и Валоа). През 1494 г. армията му нахлува в Пиемонт и Милано и без сериозни сражения превзема Неапол. Против него се създава мощна коалиция, която го принуждава да се върне в родината си без да постигне нищо. Така Франция за пръв път се замесва в голямата европейска политика извън своята територия. Това става възможно след нейното обединение и стабилизирането на централната власт.
Луи XII продължава италианската политика и напада Милано. Той също не постига трайни успехи, но настройва против страната си Испания, Свещената римска империя и италианските републики. Едва при Франсоа I д'Ангулем (1515 – 1547) идват по-трайни успехи: победата при Мариняно (1515), сключването на Болонския конкордат с папата (1516) и завладяването на Милано. Франсоа I води общо пет войни с Хабсбургите, с които отслабва силите на страната без да постигне особен успех. Те включват пленяването му при Павия (1525) и съюза с османците (1543), който нарушава всички неписани правила на християнските владетели. Той спомага да новия възход на френските крале, затвърден с договора от Крепи (1544). Друг фактор в полза на Франция е започналата Реформация в Германия. Новият крал Анри II (1547 – 1559) се притича на помощ на протестантите след поражението им при Мюлберг. Оттам започва последната война между Хабсбургите и Валоа (1552 – 1559). Тя се води с променлив успех: след поражението при Сен Кантен през 1557 г. Франция обявява банкрут, но след това превзема Кале – последната английска крепост на континента. Мирните договори Като-Камбрези през април 1559 г. запазват Кале за Франция, но тя признава пълния провал на своите италиански амбиции.

### Хугенотство и религиозни войни
Хугеноти се наричат френските протестанти, последователи на учението на Жан Калвин. Те са по-крайни от лутераните, които преобладават в Германия и предпочитат църковен ред, при който има повече демокрация и по-малка дистанция между висшите длъжности и вярващите.
Във Франция протестантството се разпространява от 20-те години на XVI век, въпреки ожесточените опити на Франсоа I и Анри II да го ограничат. Обхваща периферни провинции като Нормандия, Бретан, Гюйен, Лангедок, Прованс и Дофине., както и два от най-важните градове в кралството – Орлеан и Лион. Тъй като голяма част от аристокрацията също приема протестантството, то се закрепва. Хугенотите имат свои замъци, цели райони са под контрола им и притежават значителна военна сила. Това води до избухването на серия от религиозни войни, в които Англия и нидерландците подкрепят своите събратя протестанти, а Испания – католиците. В тези войни начело на католиците стоят херцозите на Гиз, подкрепяни от кралицата майка Катерина Медичи, а водачи на хугенотите са Гаспар дьо Колини и Антоан дьо Бурбон – крал на Навара. Синовете на Анри ІІ: Франсоа ІІ (1559 – 1560), Шарл ІХ (1560 – 1574) и Анри ІІІ (1574 – 1589) заемат компромисна позиция и се опитват да лавират.
Религиозните войни започват с клането във Васи през 1562 г., когато са избити стотици хугеноти. В първите конфликти загиват водачите на воюващите фракции. Мирът от Сен-Жермен (1570) гарантира на хугенотите четири крепости. Той послужва като примамка за хугенотите, които се събират в Париж. На 24 август 1572 г. настъпва Вартоломеевата нощ – 20 000 хугеноти са вероломно избити, от тях 3000 само в столицата. Загива адмирал Колини, а синът на Антоан дьо Бурбон – Анри Наварски, бъдещият Анри IV, оцелява само защото приема католическата вяра. Въпреки страшната катастрофа хугенотите съхраняват военната си сила, особено в крепостта Ла Рошел. Създават собствена военна организация, с която възвръщат влиянието си. Във „войната на тримата Анри“ (1585 – 1589): Анри ІІІ, Анри Наварски и Анри дьо Гиз надмощието е вече на тяхна страна. Първите двама стават жертва на покушения, а Анри Наварски наследява короната. Това събужда остра реакция на католиците, а Испания изпраща войски в Париж, в опит да им помогне. Чак след победата при Иври (1590) и прогонването на испанците (1598) новият крал поставя край на религиозните войни.

## Франция при Бурбоните (1589 – 1789)

### Анри IV (1589 – 1610) и Луи ХІІІ (1610 – 1643)
С възцаряването на Анри IV начело на Франция застава новата династия на Бурбоните. Той е далечен наследник на Валоа и същевременно – крал на Навара. Първите години от управлението му за заети с довършването на войната срещу католиците. През 1594 г. трябва отново да приеме католицизма, за да бъде допуснат в столицата. С шеговитата фраза, че „Париж си струва една литургия“ той прави тази жертва. Най-известното му дело е издаването на Нантския едикт през 1598 г., с който се обявява свобода на вероизповеданието и право на хугенотите на публични проповеди в 200 града и още 3000 крепости. Тези населени места са изцяло под контрол на въоръжените сили на хугенотите. Всякаква религиозна дискриминация (при съд или при заемане на служби) се забранява.
Целият период от 1598 до 1610 г. е посветен на възстановяването на Франция. Не са извършени големи реформи, а по-скоро с извънредни мерки се поправят финансите, гарантира се боеспособността на армията и лоялността на населението. Налага се да балансира между недоволните католици и недоволните протестанти, като екзекутира някои от тях. Опира се на подкрепата на способния херцог Дьо Сюли, който е негов пръв министър. Във външната политика продължава борбата с Хабсбургите, поддържайки съюзи с Англия, германските протестанти и повечето италиански държави. Убит е от Франсоа Раваяк през 1610 г.
Първият брак на Анри е с Маргьорит Валоа, но той е нещастен и бездетен и през 1599 г. те се развеждат. Анри сключва втори брак с Мария Медичи, която му ражда шест деца, включително престолонаследника Луи.
През първите години на управлението на Луи ХІІІ властта е в ръцете на майка му и нейния италиански фаворит Кончини. През 1617 г. Луи заедно с видния държавник Шарл дьо Люин извършват преврат и убиват Кончини. През краткото управление на Люин като пръв министър на вече пълнолетния крал (1617 – 1621) са ограничени правата на големите аристократи и на хугенотите. Кралските армии превземат крепостта Сен-Жан – предмостие на хугенотската столица Ла Рошел. Важно събитие от това време е декретът от 1617 г., с който Люин обединява Франция и Навара) в една корона.
Най-значимият пръв министър на Луи XIII е кардинал Ришельо, който управлява от 1624 до 1642 г. и полага основите на абсолютната монархия във Франция. Той продължава да централизира властта, отнема правата на аристокрацията, ограничава силата на парламентите. Най-голямото предизвикателство си остават хугенотите, чиито крепости и земи представляват държава в държавата. Ришельо превзема ключовата крепост Ла Рошел и налага нови условия: хугенотите запазват своите религиозни и обществени права, но военната им сила е унищожена. С това най-голямата вътрешна преграда пред концентрацията на цялата власт в ръцете на краля е премахната. Ришельо има и други важни постижения – той основава първия френски вестник Gazette през 1631 г., издейства от Луи XIII създаването и на Френската академия (1635), строи бъдещия кралски дворец в Париж Palais Royal.
Външната политика на Ришельо протича изцяло в условията на водещата се Тридесетгодишна война (1618 – 1648). Въпреки че е католик, той подкрепя протестантите, за да защити интересите на Франция, която е традиционен враг на Испания. През 1635 г. Франция официално се включва във войната и претърпява както страшни поражения, така и големи победи – битката при Рокроа през 1643 г., когато принц Конде разгромява дотогава непобедимата испанска пехота. Това се случва след смъртта на Ришельо и малко преди смъртта на Луи XIII.
Луи XIII се жени през 1614 г. за испанската принцеса Ана Австрийска, но бракът не е щастлив и съпрузите живеят разделени. След двата аборта през 1618 и 1630 г. изглежда, че няма да има наследник на престола, така че раждането на Луи, бъдещият Луи XIV през 1638 г. е изненадващо. Кралят умира на 14 май 1643 г., оставяйки петгодишен син и ново регентство.

### Френското могъщество при Луи ХІV
С името на Луи ХІV се свързва превръщането на Франция в абсолютна монархия и в първостепенна европейска сила. Той е на пет години, когато баща му умира и управлението поемат Ана Австрийска и кардинал Джулио Мазарини. Мерките на Мазарини във вътрешната политика са продължение на тези на Ришельо, тоест засилват централната власт. Увеличението на данъците обаче се преплита с недоверието към министъра-чужденец и през 1648 г. започва петгодишен период на безредици (Фронда). Бунтът се ръководи от парламентите начело с Парижкия парламент, който иска правото да контролира политиката (т.е. от абсолютна към конституционна монархия) и от принцовете, начело с Луи дьо Конде, които искат да спрат процеса на централизация. След Фрондата става възможно налагането на кралския абсолютизъм.
Самостоятелното управление на Луи започва през 1661 и продължава до 1715 г. Кралят обявява, че сам ще бъде пръв министър, но управлява с помощта на способни министри като Льо Телие, Лувоа и особено Жан-Батист Колбер. Той не свиква Генералните щати, а парламентите пренебрегва. Съветът на неговите министри става върховен управляващ орган, съставен от аристократи на тогата, тоест с буржоазен произход. В провинцията действат неговите служители – интенданти. Кралят може да взема всички решения. Старата родова аристокрация поема командването на армията и дипломатическите постове. При Луи XIV се осъществява революция в правото с издаването на пет нови кодекса, между които Граждански и Наказателен. Луи построява големият дворец Версай, реформира армията, която нараства от 80 000 на 350 000 хил. войници, а Колбер построява силен флот, спечелил редица победи. Същият министър, практикувайки меркантилизма, дава мощен тласък на френското стопанство.
Най-голямата грешка на Луи ХІV е отмяната на Нантския едикт през 1685 г., заради което страната напускат около 200 000 хугеноти. Те заминават със своето богатство и, отивайки в протестантските държави, стават врагове на истинската си родина. Луи е покровител на изкуствата – той лансира художници като Хиацинт Риго и Шарл Льобрюн, драматурзи като Молиер и композитори като Люли. По време на строежа на Версай се изявяват архитекти и ландшафтни инженери като Мансар и льо Нотър. Към него се създава целенасочен култ, връх на който е названието му Кралят-Слънце.
Външната политика на Луи ХІV е агресивна, но оползотворява големия потенциал на френското кралство. Кралят-Слънце води пет войни, в които негова най-честа жертва е отслабналата Испания. В хода на тези войни срещу него се създават все по-големи коалиции на европейските държави, в които редовно участват Обединените нидерландски провинции, Австрия, Бранденбург, Испания, а от 1688 г. – и Англия. Постепенно Франция привиква да воюва сама или с малко съюзници, но отличните ѝ армии, командвани от способни маршали (Конде, Тюрен, Люксамбур, Буфлер, Катина, Ноай) извоюват множество победи. Бързо става ясно, че победите не стигат да се надделее над силите на всички вражески държави и когато се намират достойни командири сред съюзниците и французите започват да търпят поражения, международното положение на Франция става критично. Ето как през Войната за испанското наследство тя едва не е разгромена.
През Деволюционната война Луи ХІV завладява земи на Испания в Нидерландия и Франш-Конте, но е принуден да ги върне. Успешна е Холандската война (1672 – 1678), в която Франш-Конте повторно минава във френски ръце и този път завинаги. След нея Луи извършва завоевания в мирно време, наречени Политика на присъединенията. Става въпрос за големи територии, които Франция не би могла да задържи. В последвалата Деветгодишна война (1688 – 1697) срещу френския крал се съюзяват толкова много държави, че новата коалиция е наречена Велик съюз. Дори и в такъв състав той не успява да се наложи и в крайна сметка французите спечелват нова важна територия – Елзас с град Страсбург. Една от причините Луи ХІV да се откаже от част от завоеванията си е изострянето на въпроса за испанското наследство. Кралят се нуждае от съюзници против намерението на австрийските Хабсбурги да го заграбят цялото. Такъв съюзник става английският крал Уилям ІІІ, който също иска някакъв вид подялба. Когато умира испанският крал Карлос ІІ (1700), и престолът е завещан на внука на френския крал Филип д'Анжу, Луи пренебрегва договора с англичаните и изпраща внука си в Мадрид. Така започва Войната за испанското наследство – тежка, почти трагична за Франция, в която херцог Марлборо и принц Евгений Савойски неведнъж разбиват френските войски. Само смелостта и таланта на маршал Вилар спасяват страната от унизителен мир.
При Луи ХІV започва изграждането на френската колониална система с разширяването на владенията в Канада, основаването на Луизиана, стъпването на французите в Индия, на Маскаренските и Антилските острови, в Мадагаскар и по западните африкански брегове.

### Луи ХV: началото на кризата
Луи ХІV е наследен от своя правнук. Става така, защото в края на живота си за около три години той изгубва почти всичките си законни наследници – умират синът му Великия дофин, внукът му Луи дьо Бургон, първородният му правнук и други. Остава жив само бъдещият Луи XV, при това с влошено здраве и едва оцелял от шарка. През 1715 г. той е само петгодишен и се създава регентство начело с неговия чичо Филип II Орлеански. Филип отстранява като евентуални други регенти синовете на Луи ХІV от метресата му мадам дьо Монтеспан и поема властта сам. В началото това възражда надеждите на едрата аристокрация, че тяхната самостоятелност ще се възстанови и че абсолютизмът ще бъде поне смекчен, но регентът не променя основния курс. Тъй като испанският крал Фелипе V (внук на Луи ХІV) се опитва да се намеси във френските работи, регентът поддържа антииспанска външна политика, подкрепен от Англия. През 1718 – 1720 се стига дори до кратка война.
През 1723 г. Луи ХV навършва пълнолетие (13 години) и е коронован, а чичо му умира. Скоро след това кралят се жени за полската аристократка Мария Лешчинска и бързо се сдобива със син, който да продължи династията. Поради чудодейното си оцеляване като дете кралят е обичан от целия народ и затова е наричан Многообичани – Le Bien Aimé. Неговата политика обаче постепенно носи разочарование и той умира като един от най-мразените френски крале. В началото нещата тръгват добре с управлението на първия министър Фльори (1726 – 1743), тъй като стопанството отбелязва бърз ръст. С участието си във Войната за полското наследство (1733 – 1738) и Войната за австрийското наследство (1740 – 1748) Франция възвръща разклатения си авторитет. Особено впечатляващо е покоряването на Австрийска Нидерландия от маршал дьо Сакс и победата при Фонтеноа. На мирната конференция през 1748 г. обаче, за удивление на френските управляващи, Луи решава да върне Нидерландия на австрийците с обяснението „Аз съм крал, а не търговец“. Това е първата му голяма грешка.
Втората е, че той позволява на метресата си мадам дьо Помпадур да се меси твърде много в управлението. Тя поставя свои протежета на най-важните постове, смята се, че има роля и за обръщането на Франция към съюз с Австрия, което довежда до гибелната Седемгодишна война (1756 – 1763). Французите губят редица битки с прусаците, корабите им са унищожени от англичаните, изгубват Канада и преживяват тежки поражения в Индия. Става очевидно, че причина за унизителния мир, подписан в Париж, е безотговорното поведение на краля. Впоследствие министърът на войната Шоазьол възстановява до известна степен силата и самочувствието на армията, преди да бъде свален от новата кралска фаворитка Дюбари.
Основният проблем на Франция в този период са нарастващите разходи на държавата, които данъците не могат да покрият. Кралят е в непрекъснат конфликт с парламентите, а опитите му да накара и привилегированите съсловия да плащат данъци не постигат успех. Докато държавата буксува, обществото се развива с бурни темпове. Развиват се науките, пишат се философски и политически трактати. Процъфтяват идеите на Просвещението, чиито представители са Шарл дьо Монтескьо, Франсоа Волтер, Жан-Жак Русо. Дени Дидро и Жан д’Аламбер издават първата в света Енциклопедия – колосален труд от 50 тома. Много от тези автори критикуват устоите на абсолютната монархия и нейната неспособност да мобилизира обществото. Един от тях – Русо – с основание се счита за предвестник на последвалата революция с труда си За обществения договор (1762).
През 1774 г. Луи ХV е наследен от своя внук, тъй като синът му Великия дофин умира преди баща си през 1765 г., оставяйки на свой ред трима синове. Луи XVI е нерешителен крал, с твърде малки умения да управлява. Женен за австрийската принцеса Мария-Антоанета, той позволява твърде голямо австрийско влияние в страна, която традиционно е враждебна към родината ѝ. Финансовата криза се задълбочава от Войната за независимост на Америка. Министри като Ан Робер Тюрго и Жак Некер предлагат единственото решение на кризата – облагането на привилегированите. Кралят ги уволнява и през 1789 г. решава да свика Генералните щати.

## Френската революция и епохата на Наполеон (1789 – 1815)

### Френската революция
Финансовата криза не е единствената причина за избухването на революцията. Между привилегированите съсловия (аристокрация и духовенство) и третото съсловие е назряло напрежение, което не може лесно да се уталожи. При това третото съсловие е съставено от най-разнообразни групи – селяни, някои от които богати, търговци, адвокати, учени. То обхваща почти цялото общество и иска не само равенство с другите две, но и правото да участва в управлението. Най-активна в него е буржоазията – тя си поставя за цел да унищожи привилегиите; да осигури достъп до високите постове на хора със способности, а не с произход; да постави цялото френско население в равно положение относно данъците. Луи ХVІ е принуден в края на януари 1789 г. да свика Генералните щати и из цялата страна започва избор на делегати. В този процес се изразява най-общо вяра в краля, всеобщо желание за подобряване на условията на живот и се отправят многобройни критики срещу несправедливостите. Отправят се искания за опростяване на правосъдната система и за реформиране на данъчната система:с. 32 – 33
Третото съсловие ненавижда ангарията, наложена на най-низшите слоеве, както и привилегиите на благородниците. Неговото основно искане е равенство пред закона – недискриминационна данъчна система, която да не опрощава плащането на данъци от страна на аристокрацията и духовенството:с. 32 – 33. Кралският указ посочва удвоен брой представители на третото съсловие и тези депутати са твърдо решени да не се ограничават само със съвещателни функции, а да предложат коренни реформи. Генералните щати се събират през май, но още през юни традиционната структура на провеждането на заседания се разпада. На 17 юни 1789 г. третото съсловие обявява, че създава Национално учредително събрание, което на практика поставя началото на Френската революция.
Кралят опитва да разпусне Учредителното събрание, но на 14 юли санкюлотите превземат крепостта Бастилия. Следват бунтове и брожения в провинциите, опожарени са замъци на аристократите. Събранието отвръща със серия закони, с които премахва привилегиите и останките от феодализма. На 26 август то издава прочутата Декларация за правата на човека и гражданина, която кралят отказва да приеме. Тогава 25 000 парижани се отправят към Версай и довеждат кралското семейство в столицата. Оттогава то остава да живее на практика под домашен арест в двореца Тюйлери, изгубвайки контрол над управлението.
През 1790 г. е приет закон, според който свещениците получават граждански статут и всякакви връзки на църквата с Ватикана са преустановени. Това за първи път настройва големи маси селяни против промените и започват контрареволюционни борби. Междувременно събранието започва работа по първата конституция, в която кралят дели властта с представителни органи, създава конституционна монархия. Всички слоеве на обществото имат достъп до управленските постове, но не всички граждани могат да гласуват. Кралят е принуден да подпише конституцията, но не е доволен и опитва да избяга със семейството си от страната. Заловени са и превърнати в затворници, което е последвано от искания за република. За първи път радикалните санкюлоти, представлявани от партията на якобинците, се разграничават от по-умерените кръгове около жирондинците.
През 1792 г. Австрия и Прусия обявяват война на Франция и така започват Революционните войни. В Кобленц, Германия, се събират много френски аристократи-емигранти, които сътрудничат на нашествениците. Тези събития променят ситуацията в страната: Мария-Антоанета е заподозряна (с право), че заговорничи с роднините си против Франция. През август санкюлотите щурмуват Тюйлери и принуждават събранието да обяви република. Междувременно чуждото нашествие е спряно при Валми. Кралят е съден като изменник и екзекутиран през януари 1793 г. Това вкарва Англия и Нидерландия във войната. Започва Вандейското въстание. В тази критична обстановка е извършен преврат – жирондинците са отстранени и на тяхно място властта поемат якобинците. Те имат именити водачи като Максимилиен Робеспиер, Жан-Пол Марат и Жорж Дантон, но режимът, който налагат, е суров. Приета е нова (републиканска) конституция, която дава право на глас на всички пълнолетни мъже. Главен управляващ орган става Комитетът за обществено спасение. Робеспиер отстранява Дантон и други якобинци и започва Големият терор – масово гилотиниране на негови противници. Крайностите на неговото управление довеждат до нов преврат на през юли 1794 г. (9 термидор по новия, революционен календар). Робеспиер на свой ред е гилотиниран.

### Директория и Консулство
Преминала през либералния и радикалния етап на революцията, след новия преврат Франция се успокоява. Сега най-важните проблеми са два – цените на храната, които якобинците са контролирали, а сега биват освободени; и продължаващата война с противниците на революцията. През 1795 г. е въведена поредната конституция, по-умерена от предишната. С нея е установено петчленно правителство, наречено Директория. То никога не е било популярно, но оцелява четири години заради умората от непрекъснатите катаклизми и терора на якобинците. Подкрепяно е от богатите собственици, които искат ред и сигурност. С него на мода отново идват баловете, пищните дрехи и домове. Лукс и разкош отново се виждат в изморената страна. Но Директорията трябва да се справи със сериозни вътрешни заплахи: с Вандейското въстание, с инвазията на роялистите (подпомагани от Англия) и с опита за преврат на якобинците, организиран от Гракх Бабьоф.
Най-големият източник на доходи стават победните войни. След трудностите от 1792 и 1793 г. френските войски завладяват Нидерландия, нахлуват в Италия и Германия. Първоначално са посрещани с ентусиазъм, тъй като отменят крепостното право и другите феодални порядки. Впоследствие те налагат данъци на местното население, отнемат богатствата му и много културни ценности. Един от генералите на Директорията е корсиканецът Наполеон Бонапарт. Гениален стратег и смел войник, той печели ключови победи в Италия и си спечелва голяма популярност. През 1798 г. навлиза в Египет (тогава османско владение), като се надява да прекъсне сухопътната връзка на англичаните с Индия. Въпреки първоначалните успехи египетската кампания се проваля. Генералът решава да се върне във Франция, за да изпълни най-страшния кошмар на Директорията – да извърши преврат. Това става през ноември 1799 г. (18 брюмер) и с него започва периодът на консулството.
С плебисцит е приета нова конституция (1800). Тя поставя начело на държавата съвет от трима консули, от които първият (Наполеон Бонапарт) е с много по-големи правомощия. Французите посрещат преврата с надежди за подобряване на сложната ситуация. Действително, Бонапарт стабилизира финансите и въвежда франка като парична единица, целенасочено помирява крайните партии (роялистите и якобинците). С бързи действия през 1800 г. разбива австрийците в Италия и ги принуждава да сключат мир. През 1802 г. и Англия слага край на войната и за първи път от десет години по границите се възцарява спокойствие. Същевременно генералът сключва с папата нов конкордат. Той се възползва от повишения авторитет и се обявява за пожизнен консул. С помощта на отбор от юристи той създава прочутия Граждански кодекс (Code Napoleon), където с ясен и прост език са описани всички права и задължения на хората. Крайностите на революцията са отхвърлени, но смислените неща са запазени.

### Наполеоновата империя
През 1804 г. Наполеон се чувства достатъчно силен и си присвоява императорска титла. С това на първата френска република се слага край. През декември се провежда пищна церемония по неговата коронация. Самият папа участва в нея. Първата работа на новия френски владетел е да воюва срещу формирания против него съюз. Първоначално смята да нахлуе в Англия, но поражението на неговия флот при Трафалгар осуетява плановете му. Тогава той решително променя намеренията си и разбива австро-руските войски при Аустерлиц (декември 1805), а после пруските при Йена и Ауерщат. През 1807 г. сключва мир с руския император Александър І в Тилзит. Този миг се смята за връх на неговото могъщество. Междувременно в Берлин той налага Континенталната блокада на Англия с надеждата да я срине в търговска война. Нов успех срещу Австрия през 1809 г. затвърждава надмощието му.
Наполеон става господар на половин Европа, която организира по свой вкус. Част от Френската империя стават Нидерландия, Северна Германия, Пиемонт, Рим, Далмация. В Италия, Испания, Нидерландия и Полша той поставя за владетели свои роднини (многобройните му братя) или протежета. Австрия и Прусия са сведени до сателитни държави. Само Русия, Англия, Швеция и Португалия остават негови врагове. Около императора се формира екип от способни маршали – Ней, Даву, Султ, Макдоналд, Ожеро. Той се замисля за създаване на династия, но трябва да се раздели с първата си жена – Жозефин дьо Боарне, която не може да има деца. Разводът е уреден и той се жени за австрийската принцеса Мария-Луиза Австрийска. През 1811 г. тя му ражда син, известен като Наполеон II.
През 1812 г. императорът започва рискована война против Русия и въпреки кървавата победа при Бородино и падането на Москва, е принуден да се изтегли. Огромните човешки загуби не могат да възстановят лесно. Формира се нова коалиция, която побеждава французите при Лайпциг (1813) и скоро влиза в Париж. Наполеон е принуден да абдикира, приемайки заточението си на остров Елба (край италианските брегове). Победителите поставят на трона Луи XVIII, брат на Луи XVI. С него се връщат всички избягали аристократи. Техните очаквания да се възстанови старият режим обаче не се сбъдват. В новата конституция, дадена от Бурбоните, присъстват много от революционните идеи. Постепенно срещу краля назрява недоволство, от което се възползва Наполеон. През пролетта на 1815 г. той се връща и отново поема властта. Бързо събира армия. През юни тя е разбита в решителната битка при Ватерло. Стоте дни на Наполеон приключват. Обезвереният император е откаран от английски кораби на остров Света Елена в Атлантическия океан, където след няколко години заточение умира през 1821 г. болен и самотен.

## От реставрацията до Третата република (1815 – 1871)

### Бурбоните отново на власт
Втората намеса на съюзниците във вътрешните дела на Франция е много по-груба. Сега Луи ХVІІІ и аристократичното му обкръжение брутално разчистват всичките си противници. Арестуваните достигат 70 000 души. Франция се оказва окупирана, пруски войски лагеруват в Париж. Избран е парламент, в който преобладават представители на старите аристократични родове. Те си поставят задача да възстановят старите порядки и това става основен акцент на периода до 1830 г. Кралят и министрите се притесняват, че крайните решения на депутатите ще предизвикат нова революция и камарата е разпусната. Оттук нататък предимство имат монархисти-конституционалисти. Това е време, в което триумфират принципите на буржоазията – частната собственост е неприкосновена, монархът управлява в сътрудничество с представителни органи. Същевременно обаче свещениците връщат влиянието си в провинцията. През 20-те години Франция изпраща войски да потушат революцията в Испания, което не се харесва на гражданите.
Докато държавата се управлява в консервативен дух, обществото става все по-либерално. Впечатление правят историческите лекции на професор Гизо. Харесван от хората е и маркиз дьо Лафайет. Създава се тайното общество на карбонарите, което дори замисля нова революция, но плановете пропадат поради несъгласия и колебания. През този период Франция остава аграрна страна с 3 – 4 по-големи града. Селското стопанство се развива бавно, за разлика от промишлеността, но страната не може да се сравнява с Англия. Голям прогрес има само в областта на търговията. Това е времето, когато създават идеите си първите социалисти-утописти Анри дьо Сен-Симон и Шарл Фурие.
През 1824 г. на трона се възкачва Шарл Х, третият брат в кралското семейство. Той е много по-краен монархист, дори абсолютист. За него посоката, в която се развива Франция е едно недоразумение. Като ревностен католик, той организира помени за Луи ХVІ – неговият брат, жертва на революцията. Прокарва закон, с който се компенсират отнетите имения на аристократите. От самото начало повечето граждани го приемат с недоверие, а сега недоволството нараства. Капката, която прелива търпението е уволнението на правителството през 1829 г. Опозицията изразява възмущението си на страниците на вестниците. През юли 1830 г. новият парламент излиза с ултиматум към Шарл Х, но кралят решава да се противопостави със сила. Народът на Париж спонтанно въстава и това решава съдбата на Бурбоните: Шарл избягва в Англия, оставяйки страната си на либералите.

### От Юлската монархия до Втората империя
Скоростта, с която е свалена монархията, изненадва цялото общество и създава кратък вакуум. За момент победилите либерали нямат ясна представа какво да сторят. Едната възможност е втора република, другата – нов крал. Те имат подходящ кандидат – орлеанския херцог Луи-Филип – и тръгват по по-лесния път. На 7 август херцогът е провъзгласен за крал, след като се съгласява парламентът да има законодателна инициатива, броят на гласоподавателите да се удвои до 170 000 и да се върне трицветното знаме. Луи-Филип е далечен наследник на Луи ХІІІ и се възприема като либерал. Баща му се е бил при Валми. Действително, той не споделя ултра монархическите възгледи на братовчедите си, управлявали преди него. Той назначава за премиер богатия банкер Лафит. Така се слага край на опита за възстановяване на стария режим.
Считан за парвеню от останалите европейски монарси, Луи-Филип е принуден да следва предпазлива външна политика. Той не приема някой от синовете му да стане крал на Белгия след революцията от 1831, нито помага на поляците срещу Русия. Предпазливостта е характерна и за вътрешната му политика. Не е много активен в законодателството (Закон за ограничаване на детския труд през 1841), но сменя министрите с такава скорост, че изрежда 15 кабинета за първите десет години. В началото няма съществени заплахи за властта му: Лионските бунтове на фабричните работници (1831 – 1834) са смазани със сила (500 – 600 убити), опитите за преврат на Луи Бонапарт, племенник на император Наполеон, се провалят (1836 и 1840).
Постепенно и против този крал се създава опозиция. Тя се ръководи от поета Алфонс дьо Ламартин, историка Жул Мишле и социалиста Луи Блан. За да избегне забраната за обществени събрания, тя организира серия банкети, на които всъщност се държат политически речи. Тя излиза с конкретни предложения за реформи, но възрастният крал ги отхвърля. На 22 февруари 1848 г. вестник „Насионал“ призовава всички недоволни да излязат на улиците и така започва Февруарската революция. В нея интересите на буржоазията и бедните слоеве се разминават: когато кралят сменя премиера Гизо, богатите граждани са доволни, но бедните искат република. Луи-Филип абдикира без съпротива и на 25 февруари е обявена Втората република. Тя просъществува кратко, тъй като се ръководи от журналисти и поети без политически опит и с твърде различни виждания.
Републиката се сблъсква с остри проблеми като безработицата. Създават се Национални работилници, които осигуряват работа срещу минимално заплащане. Опитите да те да бъдат закрити предизвикват въстание през юни, смазано жестоко от армията. Така тенденцията за олевяване на републиката е спряна. Провеждат се избори за Учредително събрание, спечелени от умерените републиканци. Един от депутатите е Луи Бонапарт. До края на годината е приета нова конституция, която предвижда избор на президент от всички избиратели. Ненадейно изборите спечелва Луи Бонапарт, който се носи на славата на великия си чичо. Този избор не е най-сполучливият – избраният президент не говори свободно френски и е политически авантюрист. Той опитва да си обезпечи втори мандат, но среща шумна съпротива. Най-твърдият му противник е Виктор Юго. При това положение президентът тръгва по друг път: На 2 декември 1851 г. той извършва преврат и прогонва последните републикански лидери. Прокарва нова конституция, която му дава неограничени права. Една година по-късно се обявява за император под името Наполеон ІІІ. Така започва Втората империя.
Наполеон ІІІ има обаче и много силни страни. При него индустрията преживява бурен възход и доходите на французите нарастват с 50%. Организират се първите индустриални изложения. Железопътната мрежа нараства от 3000 до 18 000 км. Бързо се развива банковото дело и Франция става най-големият кредитор на Европа. Императорът променя неузнаваемо Париж, като премахва паяжината от малки тесни улички и ги заменя с нови, големи булеварди. В това отношение най-голяма подкрепа му оказва префектът на департамента барон Осман (Haussmann). Построени са модерните сгради на Халите, операта Гарние, църкви, училища, болници. Париж става най-големият европейски град с население 1 700 000 жители. Така Наполеон се надява да компенсира ограниченията на свободите.
Управлението на новия император е диктаторско. Той опитва да се ожени за някоя принцеса от управляващите династии, но не сполучава. Не е признат и за равен на останалите легитимни монарси. За рзлика от предишния период, сега външната политика е активна – Франция участва в Кримската война (1853 – 1856) и подпомага борбите за обединение на Италия. Успехите на френската армия освобождават страната от ограниченията на договора от 1815 г. и носят две нови териториални придобивки (Ница и Савоя). Оттам нататък Втората империя се впуска в колониална експанзия – довършва завладяването на Алжир (започнато през 1830 г.), на Сенегал, Мадагаскар. Французите проникват в Индокитай и Китай и се опитват да установят влиянието си в Мексико. С нараснало самочувствие Наполеон ІІІ подценява конфликта с Прусия през 1870 г. (Френско-пруската война). Позволява да бъде победен и пленен при Седан, с което управлението му приключва безславно. Умира през 1873 г.

## Третата република и световните войни (1871 – 1944)

### Установяване на третата република
Катастрофата, до която Наполеон ІІІ довежда Франция, не е само негова и не засяга само авторитета на страната. Прусаците влизат в Париж и според договора от Франкфурт отнемат две ключови провинции – Елзас и Лотарингия. Източна Франция е окупирана и са наложена голяма репарации. Най-страшното е, че се създава единна германска империя, която продължава враждебната политика спрямо Франция. Създаването ѝ е обявено не другаде, а в Огледалната зала във Версай.
Третата република започва с въстанието на парижките работници, известно като Парижка комуна. Техните искания за социално равенство стряскат буржоазията и оттам нататък тя поддържа дясна, промонархическа политика. Стига се до парадоксално положение републиката да съществува без мнозинство на републиканците. Новите власти, доминирани от Адолф Тиер, позволяват връщането на принцовете на Бурбоните и Орлеаните, дават големи права на католическата църква. През 1875 г. е приета нова конституция, с която се въвежда седемгодишен мандат на президента, двукамарно събрание, в което горната камара (Сенатът) има огромни права. Президентът има действителна изпълнителна власт, заедно с правителството. Едва през 1879 г. с избора на Жул Греви президент става републиканец. И при тази република са характерни честата смяна на кабинетите, острите партийни борби, рязката разлика в политическите виждания. Повечето президенти подават оставка заради корупционни скандали или под натиска на противниците си (Жул Греви, Казимир Перие), а други са убити от терористи (Сади Карно). С това президентската конституция губи много от своя авторитет.
Третата република е разтърсвана от чести скандали. Започва се с Панамската афера, при която известният инженер Фердинанд дьо Лесепс събира пари от множество дребни вложители за строеж на Панамския канал, след което обявява фалит. По-различна е Аферата Драйфус – капитанът от еврейски произход Алфред Драйфус е осъден за шпионаж в полза на Германия (1894), но решението на съда изглежда преднамерено. В негова защита застават леви интелектуалци като Емил Зола, Анатол Франс и Ромен Ролан. Десницата заема обратната позиция и конфликтът става политически. В крайна сметка президентът помилва осъдения. Една последица от Аферата Драйфус е олевяването на френския политически живот и през 1902 г. се създава правителство, доминирано от Радикалната партия. То развива антиклерикална дейност. Във властта влизат бъдещите големи имена на политиката като Жорж Клемансо и Реймон Поанкаре. От 1913 г. Поанкаре става президент.
В началото на този период Франция е изолирана и води предпазлива външна политика. Германският канцлер Бисмарк търси пътища към нова война, но останалите велики сили се страхуват от прекомерното засилване на Германия. Постепенно Франция възвръща своите позиции на Велика сила и разбира, че най-логичният ѝ съюзник е царска Русия. След постепенното охлаждане на руско-германските отношения с Русия се сключва военен съюз (1891 – 1894), който стои в основата на бъдещата Антанта. Той е допълнен от споразумение с Англия (1904) и от англо-руски договор през 1907 г. Третата република е активна и в колониалната експанзия. От 1880 до 1899 г. колониите на Франция се увеличават от 700 000 на 3,7 млн. кв. км и вече имат население над 50 млн. души. Те включват почти цяла северна Африка от Тунис (1881) до Чад, Индокитай, острови в Тихия океан. Две войни са нужни за окончателното завладяване на Мадагаскар (1896).

### Франция през Първата световна война (1914 – 1918)
Основна статия: Първа световна война
Това е най-тежката война, която Франция някога е водила. Френското главно командване знае, че това ще е главно отбранителна война, защото отстъпва на германците във всяко отношение: по население (39 към 65 млн.), брой войници (2,7 към 4,5 млн.) и бойни кораби (207 към 280). Срещу страха от евентуално ново поражение стои желанието за реванш за унижението от 1871 г. и за връщането на Елзас и Лотарингия. Франция влиза във войната след дълга дипломатическа и военна подготовка. Армията е превъоръжена и реформирана. Към 1914 г. съюзът ѝ с Русия и Англия е завършен. Срещу тях стои мощната коалиция на Германия, Австро-Унгария и Италия. След серия сблъсъци (Първа и Втора марокански кризи, Балканските войни) напрежението в Европа се покачва дотам, че войната става неизбежна. Тя започва на 1 август 1914 г. след убийството на австрийския престолонаследник Франц-Фердинанд в Сараево и ултиматума на Австрия към Сърбия.
Правителството апелира към всички партии да подкрепят усилията му във войната. Дори и социалистите откликват и се постига национално единство. Германците имат план за светкавична война (планът Шлифен), според който трябва да разбият френската отбрана за два месеца и тогава да обърнат войските срещу Русия. Атаката започва на 4 август и германските успехи не закъсняват. Те наближават Париж, но не успяват да го превземат. От 3 до 10 септември в голямата битка при река Марна (600 000 убити от двете страни) френско-британските войски спират и отблъскват германците. Така планът Шлифен се проваля и войната става позиционна. В следващите четири години установената фронтова линия се променя твърде малко въпреки ожесточените атаки (битките при Вердюн и Сома през 1916 г.). Лошото е, че те се осъществяват на френска територия: около 15% от страната остава под германска окупация.
Междувременно правителството пристъпва към вземането на огромни заеми, главно от САЩ. До края на войната външният дълг възлиза на 170% от националния продукт. Загиват общо 1,4 милиона войници и цивилни граждани. Франция изпраща войски да се бият при Дарданелите и на балканския фронт. Когато през пролетта на 1918 г. (в резултат на октомврийския преврат) Русия напуска войната, е последната възможност на Германия да победи. Тя трескаво прехвърля армиите си на запад, но в същото време във Франция пристигат първите американски войници. През есента съюзниците започват всеобщо настъпление на западния фронт и навлизат в Германия. Изтощена, изоставена от съюзниците си и разклатена от революция, на 11 ноември 1918 г. Германия капитулира.
Французите вярват, че най-после е дошло време за разчистване на сметките с Германия. Настояват тя да бъде отново разчленена на малки държави, за да настъпи спокойствие в Европа; да бъде разоръжена и контролирана постоянно. И са възмутени от това, че Англия и САЩ не са съгласни. Съюзниците одобряват само връщането на Елзас и Лотарингия, както и окупацията на рейнската област за 15 години. По време на парижката мирна конференция френският премиер Жорж Клемансо е в непрекъснат конфликт с британския Лойд Джордж. Когато през юни 1919 г. е подписан Версайският договор, той е компромис между различните възгледи. Франция може да е доволна, че голяма зона в западна Германия е демилитаризирана и служи за врата за евентуална френска атака; както и от факта, че повече от половината репарации, които Германия трябва да изплати (132 млрд. златни марки) са за нея. Германия е оставена на практика без армия, а една контролна комисия, в която участват и французи, следи за спазването на договора.

### Междувоенният период
След дълго чакане и страх Франция е победила най-силния си враг. Тя посреща победата с три големи илюзии: че Германия ще плати за опустошенията, които е нанесла; че това ще е последната война на френска земя; и че най-после в обществото ще се стопят противоречията и всички ще работят заедно общия просперитет. Много скоро илюзиите са заменени от разочарование. Германия не може и не иска да плаща, а вместо това открито заявява, че ще търси своя реванш. Въпреки че управлението на Франция е стабилно, населението е обедняло и е готово да се обърне към идеите на левите партии. Така противоречията се увеличават, а не намаляват. При това дефектите на третата република продължават да се проявяват: нестабилна президентска институция, краткотрайни правителства. Първоначално в парламента преобладават десните, но през 1924 г. спечелва Левия картел от радикали, републиканци и социалисти. Новост на тази епоха е Френската комунистическа партия, която призовава за революция. Тя остава изолирана и не играе важна роля в обществения живот.
Във външната политика Франция се стреми да запази мястото си на водеща европейска сила. Когато Германия отказва да плаща репарациите си, Поанкаре (в този момент премиер) окупира Рурската област (1923), която е нейното индустриално сърце. Това предизвиква икономически колапс в победената страна и намесата на САЩ. По плана Дауес Германия получава финансова инжекция, започва да плаща репарациите си, а французите се оттеглят. Това е последният случай на проявена решителност от френска страна. В следващите години външната политика се поема от Аристид Бриан, който е склонен на отстъпки, за да се успокоят отношенията с Германия. През 1925 г. той и германският външен министър Щреземан се договарят в Локарно взаимно да признаят новата си граница. Така Германия се отказва от Елзас и Лотарингия, но Франция не изисква тя да признае източните си граници. Все пак пактът от Локарно успокоява техните отношения.
Голям удар за Франция е Голямата депресия от 1929 г. Като селска страна, Франция усеща по-късно ефектите на кризата, но продължават по-дълго. Обвиненията, че кризата е предизвикана от твърде големите репарации за дълго обезверява французите в правото им да господстват в Европа. Именно оттогава те минават в отбранителна позиция, стремейки се да избегнат евентуална нова война. израз на тяхното примирение е издигането на прочутата линия Мажино – голямо и скъпо отбранително съоръжение по границата с Германия. Във вътрешен план кризата довежда на власт левицата (1932), но една шумна корупционна афера (Стависки) проваля правителството през февруари 1934 г. Наред с другото, тогава има профашистки митинги, което стряска обществото. Комунистите се отварят за съюз с другите леви партии (това са и новите внушения на Сталин) и през 1936 г. голяма лява коалиция, наречена Народен фронт, спечелва изборите. За първи път премиер става социалист, това е Леон Блюм. Отговаряйки на големите очаквания на работниците, той започва мащабни социални реформи: повишаване на заплатите с 12%, осигуряване на платена отпуска, 40-часова работна седмица, увеличаване ролята на профсъюзите. През 1937 г. Блюм пада от власт и оттогава управлението на Народния фронт бележи предимно неуспехи.
Идването на Хитлер на власт през 1933 г. е предизвикателство, с което Франция не може да се справи. Тя не реагира, когато той обявява, че няма да спазва военните ограничения на версайския договор (1935) и позволява да ремилитаризира Рейнската област (1936). В отношението към Германия сега преобладава чувството за вина, а не интересът на Франция. Като го оставя да поправи някои точки на договора, Франция се надява, че ще уталожи желанието на германците за нова война. Това отношение е опасна илюзия, тъй като никой още не познава истинските амбиции на германския фюрер. То е начало на политиката „умиротворяване“. Все пак Франция сключва с Англия и Италия антигермански съюз (Фронтът от Стреза), търси сътрудничеството на СССР, без да вярва на Сталин. Опитва да помогне на испанската левица през Гражданската война (1936 – 39). Пасивна е, когато Хитлер извършва аншлусът с Австрия, но подкрепя Чехословакия да му се противопостави. Когато судетският въпрос заплашва да предизвика война обаче, премиерът Едуар Даладие се съгласява с англичаните, че Чехословакия трябва да отстъпи свои земи, за да се успокои Хитлер. Ето защо той подписва унизителното Мюнхенско споразумение през септември 1938 г. На следващата година Франция и Англия дават гаранции за териториалната цялост на Полша. Това означава, че ако някой я нападне, те ще му обявят война. Това е достоен, но закъснял акт, който води право към Втората световна война.

### Франция през Втората световна война
Когато на 1 септември Германия напада Полша, отговорът на Франция и Англияне закъснява и от 3 септември те са във война. Франция се отнася към войната с голямо нежелание поради катастрофалните последици от Първата световна война и въпреки надмощието си по границите французите не водят активни военни действия. Заедно с англичаните те стоят зад укрепената линия Мажино и изчакват. Този период от септември 1939 до май 1940 е известен като странната война. През това време Хитлер разгромява Полша и си я поделя със Сталин, след което прехвърля армиите си на запад.
Нападението започва на 10 май 1940 г. Три германски армии нападат също Нидерландия, Белгия и Люксембург. Северно от линията Мажино в областта Ардени танковият генерал Хайнц Гудериан извършва пробив и навлиза в тил на французите. След това се спуска по река Сома и затваря всички английски, френски и белгийски части северно от Люксембург в чувал. Насочва се към Дюнкерк, откъдето те панически се прехвърлят в Англия. При това положение отбраната на Франция рухва. Главнокомандващият генерал Гамлен не може да овладее положението. Премиерът Пол Рейно отчаяно апелира към САЩ за подкрепа, но Рузвелт не може да направи нищо. На 14 юни Париж пада и правителството се изтегля в Бордо. В него се оформят две становища – Рейно иска да се продължи войната, ако трябва армията да се прехвърли в Англия и в Алжир. Негов опонент е възрастният маршал Петен, който иска Франция да се предаде, за да се спаси от безжалостна германска окупация. Именно той надделява и на 18 юни капитулацията на Франция е подписана. Според този документ страната е разделена на три части – Елзас и Лотарингия са върнати на Германия, Северна Франция с Париж и цялото атлантическо крайбрежие са окупирани от Германия, а южната част на страната остава самостоятелна държава, управлявана от Петен като държавен глава. По името на главния град Виши, тази област е известна като Вишистка Франция (Режим Виши). Тя остава в пълно разпореждане на колониите и флота, а освен това става германски сателит. Скоро след създаването ѝ Петен организира съдебен процес над виновниците за катастрофата в Риом. Повечето от тях, включително Пол Рейно, са осъдени.
Генерал дьо Гол се обявява против капитулацията и за продължаване на борбата. На 18 юни в Лондон той чете реч, в която призовава французите към съпротива. Със съгласието на английския премиер Чърчил създава движението Свободна Франция, но в началото в него участват малко хора. То не е признато от САЩ, които продължават да поддържат дипломатически отношения с Виши и това значително утежнява положението на дьо Гол. През август 1940 г. англичаните атакуват френския флот в Оран и го унищожават. Така те се застраховат от преминаването му към Германия, но дьо Гол реагира остро и отношенията му с Чърчил се влошават. Първата самостоятелна акция на Свободна Франция също е провал – нейни кораби нападат Дакар, но са отблъснати. Тогава дьо Гол търси съмишленици в африканските колонии и към 1942 г. вече има собствена армия, с която да се намеси във войната. Когато през ноември 1942 г. англичаните и американците нападат Алжир и Мароко (френски колонии), дьо Гол бърза да отиде на място. Тойсъздава френско емигрантско правителство, което да участва официално в Антихитлеристката коалиция. То се нарича официално Френски комитет за национално освобождение.
Макар че в заключителната фаза на войната участват и френски войски, те не са способни сами да се борят за освобождението на Франция. Великобритания и САЩ решават да открият втори фронт в Нормандия през лятото на 1944 г. На 6 юни започва операция Овърлорд, а Дьо Гол дори не е уведомен. Той обаче веднага заминава за бойното поле и успява да убеди своите съюзници да включат и френски части в битката. На 25 август се извършва и десант в южна Франция (операция Дракон), след което германците непрекъснато отстъпват. Когато съюзниците наближават Париж, Хитлер заповядва на германския комендант да го разруши, но заповедта е пренебрегната. Първа в града влиза танковата дивизия на генерал Льоклерк от Свободна Франция – жест на англичаните и американците. Дьо Гол обира овациите и единодушно бива приет като спасител на Франция.

## Съвременна Франция

### Четвъртата република
Периодът между 1946 и 1958 е период на четвъртата френска република. Тя представлява възраждане на третата република и страда от същите проблеми. Франция приема конституцията на четвъртата република на 13 октомври 1946 година. Това е време на икономически растеж и преустройство на националните институции и индустрия след Втората световна война, а страната играе важна роля в развитието на процеса на европейска интеграция, който съществено променя Европа. Най-големите постижения на четвъртата република са в областта на социалните реформи и икономическото развитие. През 1946 г. правителството създава цялостна система за социална защита, която включва осигуряване за безработица, инвалидност, пенсия и здравни грижи за всички граждани.
Направен е опит да се засили изпълнителната власт, за да се предотврати настъпването на нестабилната ситуация, съществувала преди войната, но нестабилността остава и по време на четвъртата република, за което свидетелстват честите промени на администрацията – за нейната 12-годишна история се сменят 21 правителства. Нещо повече, тези правителства са неспособни да вземат ефективни решения по отношение на деколонизацията на множеството френски колонии. След поредица от кризи, най-вече след алжирската криза от 1958 г., четвъртата република се срива. Военновременният лидер Шарл дьо Гол се връща от пенсия, за да оглави временно преходно правителство, натоварено да разработи нова френска конституция. Четвъртата република е разпусната след публичен референдум на 5 октомври 1958 г. и е основана съвременната пета република със силна президентска власт.

### Управление на голистите
Първата работа на генерала е да успокои армията в Алжир, че по никакъв начин няма да отстъпи тази колония. Втората – да изработи нова конституция, приета през ноември с 80% от гласовете. Тя поставя началото на Петата република и предвижда: силен президент, който да може да разпуска Националното събрание и да назначава правителството, мажоритарна избирателна система и (с поправката от 1962) пряк избор на президента от народа. През декември дьо Гол е избран за първи президент на петата република. След като стабилизира положението си, той казва на армията в Алжир, че трябва да освободи страната, и потушава опита за въстание през януари 1960 г. През 1962 г. сключва с ФНО Евианските споразумения и се оттегля от Алжир. В този момент популярността му е огромна, сега съпроводена и със силна партия – Сбор за новата република. Левите партии са изхвърлени от политическия живот, както показват изборите за парламент от 1962 г. През 1965 г. дьо Гол за втори път е избран за президент, но успешното представяне на социалистическия кандидат Франсоа Митеран е признак за начало на възраждането на левицата. Икономическата политика през 60-те години е успешна главно защото е постигната политическа стабилност (само две правителства в периода 1958 – 1968) и защото европейската интеграция навлиза в успешен период. При дьо Гол Франция става страна на бурно капиталистическо развитие, на големи компании и стабилен франк.
Външната политика на дьо Гол е много специфична. Тя се базира на схващането, че Франция е прекалено силна държава, за да стои в сянката на САЩ и трябва да има собствено място. Дьо Гол изпитва антиамерикански и антианглийски чувства от времето, когато Рузвелт и Чърчил са го пренебрегвали, и сега разчита по-скоро на Германия и Италия като партньори. За него най-важната част на външната политика е Европа, но е противник на ограничения суверенитет в хода на интеграцията – той говори за „Европа на отечествата“. Ето защо през 1966 г. заплашва да напусне ЕИО, ако не може да разполага с пълния суверенитет на Франция. Той е твърд противник на влизането на Англия в ЕИО и на два пъти ѝ отказва. Пак през 1966 г. той извежда Франция от военните структури на НАТО, запазвайки мястото ѝ в политическите структури. От друга страна се стреми да възстанови силата на френската армия, като създава атомна бомба през 1960 г. Като влошава отношенията си със САЩ, дьо Гол подобрява тези със СССР, когото счита за естествен геополитически съюзник на Франция. Краят на управлението на дьо Гол е предрешен от събитията между 1967 и 1969 г. Първо левицата се представя много добре на изборите от 1967 г. и затруднява дейността му. През май 1968 г. започва мощно протестно движение на студентите, което изненадва президента, тъй като е насочено лично срещу него. То се проваля и в резултат голистите печелят убедителна победа в новите избори (единствен случай във френската история една партия да спечели над 50%), но през 1969 г. президентът подлага на референдум закона за регионите и губи. Смисълът на този референдум е да се провери общественото настроение и въпреки че не е необходимо, дьо Гол подава оставка.
През 1969 – 1974 г. президент е голистът Жорж Помпиду който дотогава е бил министър-председател. Той продължава вътрешната политика на своя бивш шеф, но значително променя външната – допуска Англия в ЕИО и подобрява отношенията със САЩ. През 1974 – 1981 г. той е заменен от Валери Жискар д'Естен, лидер на Независимата републиканска партия и близък съратник на дьо Гол до 1966 г. Той идва на власт благодарение на разцеплението сред голистите, тъй като е подкрепен от Жак Ширак и неговата групировка. Така от 1958 до 1981 г. на власт са все десни сили, поради което има време за утвърждаването на конституцията. Петата република в началото е възприемана като царство на дьо Гол, което ще се разпадне след оттеглянето му, но се оказва толкова ефективна, че оцелява и до днес.

### Франция след 1981 г.
Идването на Франсоа Митеран от ФСП на власт през 1981 г. поставя републиката пред изпитание, тъй като той е в съюз с комунистите и има планове за нейното реформиране. Възстановява пропорционалната избирателна система, иска да намали 7-годишния мандат на президента и правата му, но се оказва, че щом взема властта, той не поддържа повечето от плановете си. Остава президент два пълни мандата (1981 – 1995) без да променя коренно френския път на развитие. Не посяга на едрия бизнес, което го скарва с комунистите. През 1995 г. най-после идва часът на Жак Ширак, шеф на голистите, който е избран за президент. Неговата икономическа политика, известна като „дирижизъм“, залага на по-сериозна държавна намеса в сравнение с повечето европейски държави. Освен това той намалява президентския мандат на пет години (потвърдено с референдум през 2000 г.) и заема твърда позиция против намесата на САЩ и Великобритания в Ирак. На изборите през 2002 г. печели внушителна победа срещу националистическия кандидат Жан-Мари Льо Пен с 82%.